# 베르트랑-디케-퓌죄 정리
베르트랑-디케-퓌죄 정리(Bertrand-Diquet-Puiseux theorem)는 미분기하학의 정리로, 임의의 곡면에서 길이 혹은 넓이의 양과 가우스 곡률을 연결하는 중요한 결과를 담고 있다. 프랑스 수학자 조제프 루이 프랑수아 베르트랑(Joseph Louis François Bertrand), C.F. 디케(Diquet), 빅토르 퓌죄(Victor Puiseux)의 이름이 붙어 있다.

## 공식화
p를 어떤 매끄러운 곡면 M 상의 임의의 점이라 하자. p를 시점으로 한 길이가 r인 측지선분들의 다른 끝점의 자취를 반지름이 r인 측지원(geodesic circle)이라 하면, 측지원은 폐곡선을 형성하므로 그 둘레와 측지원이 둘러싼 넓이를 생각할 수 있다. 이제 p를 중심으로 하는 반지름이 r인 측지원의 둘레를 C(r), 넓이를 A(r)이라 할 때, p에서 곡선의 가우스 곡률 K(p)에 대해 다음 공식이 성립한다.
- {\displaystyle K(p)=\lim _{r\to 0^{+}}3{\frac {2\pi r-C(r)}{\pi r^{3}}}=\lim _{r\to 0^{+}}12{\frac {\pi r^{2}-A(r)}{\pi r^{4}}}.}

이상의 정리는 가우스-보네 정리 및 가우스의 빼어난 정리와 밀접하게 연관되어 있다.

## 사례
- 일반적인 유클리드 평면에 대해서 반지름 r인 원의 둘레는 2πr이므로 유클리드 평면의 가우스 곡률은 어느 곳에서나 0이 됨을 바로 알 수 있다.
- 반지름이 1인 구면을 생각해 보자. 여기서 천정을 중심으로 한 반지름이 r인 측지원의 둘레는 각이 r, 반지름이 1인 원호의 길이가 r로 주어짐을 고려하면 2πsinr이 됨을 알 수 있다. 따라서 구면의 가우스 곡률은 어느 곳에서나 {\displaystyle K(p)=\lim _{r\to 0^{+}}3{\frac {2\pi r-2\pi \sin {r}}{\pi r^{3}}}=1}이 된다.
- 쌍곡평면에 대한 푸앵카레 상반평면 모델을 생각해 보자. 여기서 임의의 점을 중심으로 한 반지름이 r인 측지원의 둘레는 적절한 적분식을 이용하면 중심에 무관하게 2πsinhr로 주어짐을 알 수 있다. 따라서 쌍곡평면의 가우스 곡률은 어느 곳에서나 {\displaystyle K(p)=\lim _{r\to 0^{+}}3{\frac {2\pi r-2\pi \sinh {r}}{\pi r^{3}}}=-1}이 된다.

## 같이 보기
- 가우스-보네 정리
- 가우스의 빼어난 정리

## 참고 문헌
- Berger, Marcel (2004), A Panoramic View of Riemannian Geometry, Springer-Verlag, ISBN 3-540-65317-1
- Bertrand, J; Diquet, C.F.; Puiseux, V (1848), "Démonstration d'un théorème de Gauss", Journal de Mathématiques 13: 80–90
- Spivak, Michael (1999), A comprehensive introduction to differential geometry, Volume II, Publish or Perish Press, ISBN 0-914098-71-3